# Fontaines (Vendeia)
Fontaines foi uma comuna francesa na região administrativa da Pays de la Loire, no departamento de Vendeia. Estendia-se por uma área de 10,56 km². Em 2010 a comuna tinha 820 habitantes (densidade: 77,7 hab./km²).
Em 1 de janeiro de 2016, passou a formar parte da nova comuna de Doix-lès-Fontaines.